# Santos Juliá
Santos Juliá Díaz (Ferrol, 16 de septiembre de 1940-Majadahonda, 23 de octubre de 2019) fue un historiador y sociólogo español, especialista en historia social y en pensamiento político.

## Biografía
Nacido en 1940 en la localidad coruñesa de Ferrol, a una pronta edad se trasladó a Sevilla con su familia. Se crio en el Barrio de La Palmera y estudió bachillerato en el Instituto San Isidoro. Continuó formándose en el Seminario de la capital andaluza, donde inició amistad con Manuel Mallofré, y en el de Salamanca.  Ejerció de cura 'rojo' en Sevilla, en las llamadas Casitas Bajas del deprimido Polígono Sur, y fue el primer párroco de la recién estrenada iglesia de San Pío X. Intelectual inquieto, viajó asiduamente a París y trabó amistad con José Bergamín. Se consideraba sevillano y fue un gran amante de la idiosincrasia andaluza y el flamenco.
En 1972 fue el primer director del Colegio Aljarafe, proyecto pedagógico valiente e inédito liderado por el que fuera ministro y catedrático, Jaime García Añoveros, el empresario Pepe Rufino y los arquitectos Fernando Higueras y Antonio Miró, siguiendo los pasos del Colegio Estudio de Madrid y bajo la filosofía de la Institución Libre de Enseñanza y Giner de los Ríos. Para Juliá la esencia de la tarea educativa era formar ciudadanos libres y responsables.
Era doctor en Ciencias Políticas y Sociología por la Universidad Complutense y catedrático del Departamento de Historia Social y del Pensamiento Político de la UNED. En 1974, obtuvo la Beca Fulbright que le dio la oportunidad de investigar en la Hoover Institution on War, Revolution and Peace de Stanford, California. Fue autor de numerosos trabajos sobre historia política y social de España durante el siglo XX, así como de historiografía.
Algunas de sus obras fueron Manuel Azaña. Una biografía política (1990), Los socialistas en la política española (1997), Un siglo de España. Política y sociedad (1999) o Historias de las dos Españas (2004), por el que recibió ese año el Premio Nacional de Historia de España, otorgado por el Ministerio de Cultura. Durante un coloquio de presentación de este último libro en Madrid fue agredido por un grupo de ultraderechistas, resultando herido con una brecha en la frente.
También dirigió obras colectivas como Víctimas de la guerra civil (1999) y La violencia política en la España del siglo XX (2000). Asimismo, fue comentarista de política nacional en el diario El País.
El 23 de octubre de 2015, recibió el Premio Internacional de Ensayo Caballero Bonald —otorgado por la fundación homónima y dotado con 20 000 euros— por su ensayo Una historia de España a través de manifiestos y protestas (1896-2013).
Falleció en el madrileño Hospital Puerta de Hierro el 23 de octubre de 2019 a consecuencia de un cáncer.

## Obra
- La izquierda del PSOE (1935-1936) (1977)
- Orígenes del Frente Popular en España (1934-1936) (1979)
- Madrid, de la fiesta popular a la lucha de clases, 1931-1934 (1984)
- Historia social - sociología histórica (1989)
- Manuel Azaña. Una biografía política (1990)
- Política en la Segunda República (1995)
- Los socialistas en la política española (1997)
- Un siglo de España: Política y Sociedad (1999)
- El aprendizaje de la libertad, la cultura de la transición (2000) con José Carlos Mainer
- Madrid, historia de una capital (2000) con David Ringrose y Cristina Segura
- Historia económica y social, moderna y contemporánea de España (2002) con Ana Guerrero Latorre y Sagrario Torres Ballesteros
- Historia de España (2003) con Julio Valdeón y Joseph Pérez
- Historias de las dos Españas (2004)[13][14]
- El franquismo (2005) (con Giuliana de Febo)
- Víctimas de la Guerra Civil (2005)
- Vida y tiempo de Manuel Azaña, 1880-1940 (2008)[15][16]
- Hoy no es ayer. Ensayos sobre la España del siglo XX (2010)[17]
- Elogio de Historia en tiempo de Memoria (2011)
- Nosotros, los abajo firmantes (2014)
- Transición. Una política española (1937-2017) (2017)[18]
- Demasiados retrocesos. España 1898-2018 (2019)
- La Guerra civil española: De la Segunda República a la dictadura de Franco (2019)